# Stadion Za Místním nádražím
Stadion Za Místním nádražím – stadion piłkarski w Prościejowie, w Czechach. Obiekt może pomieścić 3500 widzów. Swoje spotkania rozgrywają na nim piłkarze klubów 1. SK Prostějov oraz TJ Haná Prostějov. Stadion położony jest w pobliżu stacji kolejowej Prostějov místní nádraží (stąd też jego nazwa).
Stadion powstał za czasów Pierwszej Republiki Czechosłowackiej i wybudowany został przez klub SK Slavoj. Obiekt ten jeszcze w okresie międzywojennym został przejęty przez SK Rolný Prostějov (późniejszy TJ OP Prostějov), który w latach 30. XX wieku walczył nawet o awans do I ligi czechosłowackiej. Po zaprzestaniu działalności tego zespołu w latach 90. XX wieku gospodarzem stadionu na krótko stał się TJ Sokol II. Prostějov, później obiekt pozostał opuszczony. W latach 2009–2010 przeprowadzono jego modernizację, wybudowano zadaszoną trybunę dla 180 widzów po stronie zachodniej, budynek administracyjny i zaplecze dla piłkarzy. Po przywróceniu obiektu do życia na stadion wprowadził się reaktywowany zespół seniorów 1. SK Prostějov (poprzednio występujący na stadionie ve Sportovní ulici) oraz drużyna TJ Haná Prostějov. W 2012 roku, po awansie 1. SK Prostějov do ligi morawsko-śląskiej, po stronie wschodniej wybudowano nową krytą trybunę dla 460 widzów, a w roku 2016 po awansie tego zespołu do II ligi za bramką po stronie północnej powstały kolejne dwie trybuny (jedna dla kibiców gości). Całkowita pojemność stadionu wynosi 3500 widzów. Za trybuną od strony zachodniej mieści się także mniejsze boisko treningowe ze sztuczną murawą.